# Reriutaba
Reriutaba là một đô thị thuộc bang Ceará, Brasil. Đô thị này có diện tích 383,119 km², dân số năm 2007 là 19097 người, mật độ 49,85 người/km².